# La goleada
La goleada es un programa de televisión español que ofrece los resúmenes de las ligas de fútbol de España. El formato, producido por la compañía Mediapro y presentado por Felipe del Campo, se emite cada fin de semana en 13 TV desde el 24 de agosto de 2014. Anteriormente, el programa contaba con un debate futbolístico — emitido de lunes a jueves — presentado por Enrique Marqués y, más tarde, por Siro López y Danae Boronat.

## Historia
Tras la escasa acogida del programa deportivo El ojo del tigre en el año 2011, 13 TV dejó a un lado su apuesta por el deporte. Un año más tarde, debido al éxito de Punto pelota en Intereconomía, principal competencia de 13 TV en aquella época, el canal de la Conferencia Episcopal decidió poner en marcha un programa de características similares, por lo que inició conversaciones con los principales directivos de Marca TV para traspasar de un canal a otro Futboleros, tras los rumores de cierre del canal deportivo. Estas conversaciones continuaron durante varios meses, pero la operación no llegó a cerrarse debido a la continuidad de Marca TV por, al menos, un año más. Sin embargo, el interés de 13 TV por reforzar sus contenidos deportivos fue más allá fichando en 2013 a Paco González, Joseba Larrañaga y José Luis Corrochano para la sección deportiva de Al Día, aventura que duró poco.
A pesar de todos los intentos de la cadena por tener un programa deportivo de éxito, la mayoría fallidos, 13 TV no cesó en su intención por crear una tertulia deportiva para su late night a partir del mes de septiembre de 2013. Así, se iniciaron conversaciones con Enrique Marqués (Futboleros) y Josep Pedrerol (Punto pelota en Intereconomía y Jugones en La Sexta), entre otros. Como se esperaba más tarde o más temprano, Marca TV cesó sus emisiones en julio de 2013, por lo que diversos grupos audiovisuales mostraron su interés por adaptar el formato Futboleros, el cual acabó finalmente en los canales de Mediaset España bajo el nombre de Tiki-Taka
Cabe destacar también que, debido a los impagos por parte de Intereconomía a Pedrerol y sus tertulianos, este planteó su fichaje por la competencia para llevar allí Punto pelota. No obstante, tras su despido de Intereconomía y su fichaje anterior por La Sexta, Pedrerol acabó llevando su tertulia a Atresmedia. A pesar de ello, 13 TV siguió adelante con su propia tertulia deportiva. Para este proyecto, la cadena se planteó compartir el trabajo con el equipo de deportes de la emisora de radio COPE, en el que participan los periodistas deportivos Paco González, Manolo Lama y Antonio Ruiz, entre otros. Esto tampoco fue posible y los directivos desistieron, por lo que plantearon otro tipo de formatos. Así, en 2014 llegó Detrás de la verdad, un programa de periodismo de investigación presentado por David Alemán y Patricia Betancort, el cual mantuvo un relativo éxito en el late night de la cadena.
Por otro lado, después de varios meses de emisión con su programa de investigación, 13 TV volvió a interesarse por enésima vez por un programa deportivo para la temporada televisiva 2014/2015. De esta manera llegaron tres propuestas a la cadena, una de ellas por parte del equipo de Tiki-Taka. Finalmente, tras su paso por Marca TV con Futboleros y por el grupo Mediaset España con Tiki-Taka, 13 TV anunció el 29 de julio de 2014 el fichaje de su equipo, presentadores (Enrique Marqués y Felipe del Campo) y tertulianos para formar parte de la cadena. Con ellos, 13 TV consiguió un debate futbolístico de emisión diaria, los derechos de emisión de algunos partidos de Segunda División y los resúmenes de las ligas de fútbol de España para las tardes de los fines de semana. De este modo nació La goleada, formato que comenzó sus emisiones el 24 de agosto de 2014. Por su parte, el debate nocturno diario, presentado por Enrique Marqués, no inició sus emisiones hasta el 8 de septiembre de 2014. Tras tres semanas en el aire, Enrique Marqués anunció que abandonaría la conducción del programa, siendo sustituido el 6 de octubre por el colaborador del programa Siro López junto a Danae Boronat. Meses más tarde, este programa de debate fue cancelado debido a que la cadena no estaba satisfecha con sus resultados de audiencia, emitiéndose el 12 de febrero de 2015 su última edición. Sin embargo, se mantuvo la versión que ofrecía los resúmenes futbolísticos con Felipe del Campo

## Formato
La goleada es un programa, presentado por Felipe del Campo, que ofrece los fines de semana los resúmenes de las ligas de fútbol de España. Se emite tras la emisión de los partidos de Segunda División, cuyos derechos sean de 13 TV.
Por otro lado, anteriormente contaba con un debate futbolístico diario presentado por Siro López y Danae Boronat y trataba, principalmente, la Ligas de fútbol de España y, sobre todo, de los equipos con mayor potencial de la misma, el Real Madrid y el Fútbol Club Barcelona. En él, los diferentes tertulianos opinaban sobre las ruedas de prensa, las entrevistas, los últimos fichajes de los equipos y toda la información de última hora del deporte intercaladas, en ocasiones, con resúmenes locutados de los encuentros que se juegan el día de la emisión del programa, ya fueran de la Liga, la Champions League o la UEFA Europa League.

## Emisiones
- Resúmenes: Sábados a las 20:00 horas y domingos a las 20:45 horas, presentado por Felipe del Campo.
- Debate: Lunes, martes, miércoles y jueves, de 00:15 a 02:30 horas, presentado por Siro López y Danae Boronat. (Septiembre de 2014 - febrero de 2015).

## Equipo

### Director
- Felipe del Campo.

### Presentadores
- (2014-) Felipe del Campo (resúmenes).
- (2014-2015) Siro López y Danae Boronat (debate).

### Tertulianos del debate
- Antonio Romero
- Alberto Cuéllar
- David Sánchez
- Elias Israel
- Enrique Marqués
- Gonzalo Miró
- Juan Ignacio Gallardo
- Juan Gato
- José Joaquin Brotons
- Julio Pulido
- Manuel Esteban "Manolete"
- Miguel "Látigo" Serrano
- Onésimo Sánchez
- Pedro Pablo San Martín
- Roberto Palomar
- Tomás Guasch
- Victor Lozano

### Colaboradores
- David Labrador (redactor jefe)
- Eduardo Iturralde González (exárbitro de la Liga BBVA, y árbitro del programa)
- Ladis García (narrador de resúmenes de partidos)
- Menottinto (hombre de la prensa)
- Miguel Lartategui (narrador de resúmenes de partidos)
- Nacho Palencia (hombre de las redes sociales)
- Rebeca Haro (encargada de datos y estadísticas)
- Rodrigo Marciel (analista de partidos internacionales)
- Yon Cuezva (Reportero del programa)

## Audiencias
| Temporada | Temporada | Episodios | Estreno              | Final | Audiencia media | Audiencia media | Audiencia media |
| Temporada | Temporada | Episodios | Estreno              | Final | Espectadores    | Cuota           |                 |
| --------- | --------- | --------- | -------------------- | ----- | --------------- | --------------- | --------------- |
|           | 1         | —         | 24 de agosto de 2014 | —     | —               | —               |                 |
| Total     | Total     | —         | 2014                 | —     | —               | —               |                 |